# 住吉台ニュータウン
住吉台ニュータウン（すみよしだいニュータウン）は宮城県仙台市泉区に位置するニュータウンである。住吉台東の1丁目から5丁目、住吉台西の1丁目から4丁目からなる。フローラルヒルズ住吉台という愛称もある。

## 概要
JR仙台駅から北西方向に10kmほどの場所にある団地は、住吉台東地区と住吉台西地区に分かれており、双方合わせて人口は約8,500人である。団地はオリックス不動産が造成した。総開発面積は約145haで、約2800戸である。 住吉台の名は，住吉台ニュータウンの中央を通る仙台市道住吉台線を北上した先にある宮城県仙台市泉区西田中に所在する住吉神社の名に由来する。この団地が造成される前には、一体に丘陵地帯の小高い丘があり、果樹園などが点在し、果物などの栽培が行われていた。

## 地理
仙台市泉区の西部に位置する。周辺よりも高い場所に位置し、台地の地形となっている。住吉台ニュータウンの団地造成前は小高い丘が広がる地形だった。晴天の夜には、満点の星空を望むことができるという。
周辺には、泉ヶ岳があり住民の癒しの場所となっている。また、レジャー施設や温泉施設なども点在する。団地からは仙台市都心部、泉ヶ岳のいずれも自動車で30分でアクセスすることができ、通勤や通学、レジャーも間近である。住吉台ニュータウンは仙台中心部から北西に約10kmという近さに立地しており、仙台中心部へは住吉台ニュータウン始発の仙台市営バスで快適に通勤・通学をすることができる。休日には団地の周辺でレジャーや自然にふれあうことができる。利便性や自然がこの団地に暮らす住民と調和している。

## 歴史

### 地名の由来
団地の北側に位置する住吉神社の名に由来する。

### 沿革
- 1974年 - フローラヒルズ住吉台が造成される[1]。それ以前は共有林だった[1]。計画人口は9902人[1]。
- 1988年4月1日 - 仙台市立住吉台小学校開校。半年間は仙台市立根白石小学校の校舎を間借りした。校舎は同年8月27日に完成
- 1991年4月1日 - 仙台市立根白石中学校より分離して、仙台市立住吉台中学校開校。仙台市内で60番目の中学校として開校する。
- 2004年 6月 - 団地内の児童公園が開園する。
- 2011年3月11日 - 東日本大震災が発生　住吉台がある仙台市泉区では震度6弱の揺れを観測した。この地震によって、団地内のライフラインの供給がストップした。また、家屋や店舗にも被害が生じ、中学校も一時的に使用不能となった。[要出典]

## 施設
- 仙台市立住吉台小学校
- 仙台市立住吉台中学校
- 仙台市営バス回転所
- 住吉台保育園
- 住吉台児童センター
- 老人憩いの家
- 中央公園(住吉台西四丁目公園)
- 児童公園
- ヤマザワ住吉台店
- 泉住吉台郵便局
- ローソン仙台住吉台西四丁目店

## アクセス
住民は、公務員や会社員が多く、仙台市都心部などに通勤している。交通機関としては、仙台市地下鉄南北線泉中央駅のバスプールの2番乗り場から20分乗車、住吉台西三丁目下車。